# Lijst van hoogste kerktorens
 Deze lijst pretendeert niet volledig te zijn.
Dit is een lijst van hoogste kerktorens ter wereld. Meestal is de kerktoren het hoogste deel, soms de koepel van de kerk, zoals bij de Sint-Pieterskerk in Rome. Vaak verschillen de opgaven van de hoogte, dat zit vaak in het wel of niet meerekenen van de weerhaan of het kruis. Bij grote kerken kan dat zo'n 5 meter schelen.

## Kerkgebouwen hoger dan 110 m
| Hoogte    | Naam                                     | Bouw gereed | Stad                 | Land | Bijzonderheden | Afbeelding |
| --------- | ---------------------------------------- | ----------- | -------------------- | --- | --- | ---------- |
| 173 m     | First United Methodist Church of Chicago | 1924        | Chicago              | Verenigde Staten | Hoogste kerk ter wereld als wordt gemeten vanaf de ingang op de begane grond tot aan de top. Een aardig deel van het gebouw wordt anno 2024 niet meer voor religieuze doeleinden gebruikt, waardoor het meestal niet als hoogste kerktoren wordt gezien. |            |
| 161,53 m  | Munster van Ulm                          | 1890        | Ulm                  | Duitsland | Sinds 1890 hoogste toren van een kerk die alleen voor religieuze doeleinden wordt gebruikt. |            |
| 158 m     | Basilique Notre-Dame de la Paix          | 1989        | Yamoussoukro         | Ivoorkust | Koepel |            |
| 157,38 m  | Dom van Keulen                           | 1880        | Keulen               | Duitsland | Twee westtorens; de dakruiter is 109 m. Hoogste van 1880 tot 1890 |            |
| 151 m     | Kathedraal van Rouen                     | 1876        | Rouen                | Frankrijk | Gietijzeren vieringtoren, hoogste van 1876 tot 1880 |            |
| 147,3 m   | Nikolaiturm                              | 1874        | Hamburg              | Duitsland | Kerk verwoest in WO II. Hoogste van 1874 tot 1876. Omdat de kerk is verwoest en de toren dus niet meer voor religieuze doeleinden wordt gebruikt, wordt het meestal niet als vijfde of zesde hoogste kerktoren ter wereld gezien.                        |            |
| 142 m     | Kathedraal van Straatsburg               | 1439        | Straatsburg          | Frankrijk | Hoogste van 1647 tot 1874 |            |
| 141,5 m   | Mariabasiliek van Licheń                 | 2004        | Licheń Stary         | Polen | 128 zonder kruis, koepel is 103,5 m |            |
| 138 m     | Sagrada Família                          | in aanbouw  | Barcelona            | Spanje | Nog in aanbouw; anno 2024 is de hoogste toren 138 meter |            |
| 136,57 m  | Sint-Pietersbasiliek                     | 1626        | Vaticaanstad         | Vaticaanstad | Koepel |            |
| 136,44 m  | Stephansdom                              | 1433        | Wenen                | Oostenrijk | |            |
| 134,8 m   | Nieuwe Dom van Linz                      | 1924        | Linz                 | Oostenrijk | |            |
| 132,14 m  | Sint-Michielskerk                        | 1786        | Hamburg              | Duitsland | "Michel" genoemd |            |
| 132 m     | St.-Petri-Kirche                         | 1878        | Hamburg              | Duitsland | |            |
| 130,6 m   | Sint-Martinuskerk                        | 1500        | Landshut             | Duitsland | Hoogste bakstenen gebouw ter wereld |            |
| 124,95 m  | Marienkirche                             | 1350        | Lübeck               | Duitsland | Twee westtorens |            |
| 124,5 m   | Sint-Jacobikerk                          | 1962        | Hamburg              | Duitsland | Na de oorlog gotisch herbouwd met moderne spits |            |
| 124 m     | Kathedraal van Maringá                   | 1972        | Maringá              | Brazilië | Moderne wigwamvorm |            |
| 123,925 m | Onze-Lieve-Vrouwekathedraal              | 1521        | Antwerpen            | België | Hoogste in de Benelux |            |
| 123,7 m   | Sint-Olafkerk                            | 1842        | Tallinn              | Estland | Tot 1625 159 m hoog |            |
| 123,25 m  | Petrikerk                                | 1973        | Riga                 | Letland | De spits ging enkele keren verloren, en werd weer opgebouwd |            |
| 123,1 m   | Kathedraal van Salisbury                 | 1315        | Salisbury            | Verenigd Koninkrijk | Hoogste in het Verenigd Koninkrijk |            |
| 122,5 m   | Petrus- en Pauluskathedraal              | 1713        | Sint-Petersburg      | In 1919 gesloten en sinds 1924 in gebruik als museum - sinds 2000 deels heropend als kerk, maar ook het museum is er nog gehuisvest. | |            |
| 121 m     | San Gaudenzio                            | 1878        | Novara               | Italië | |            |
| 119,5 m   | Riverside Church                         | 1930        | New York             | Verenigde Staten | Hoogste in de Verenigde Staten als de Chicago Temple Building bovenaan niet wordt meegerekend |            |
| 118,7 m   | Kathedraal van Uppsala                   | 1892        | Uppsala              | Zweden | Twee westtorens |            |
| 117,50 m  | Dom van Schwerin                         | 1892        | Schwerin             | Duitsland | |            |
| 117,0 m   | Sint-Petruskerk                          | 1577        | Rostock              | Duitsland | |            |
| 116,7 m   | Sint-Catharinakerk                       | 1657        | Hamburg              | Duitsland | |            |
| 116 m     | Munster van Freiburg                     | 1330        | Freiburg im Breisgau | Duitsland | |            |
| 115,6 m   | Onze-Lieve-Vrouwekerk                    | 1465        | Brugge               | België | Hoogste bakstenen kerktoren in de Benelux en op een na hoogste ter wereld |            |
| 115,18 m  | Kathedraal van Chartres                  | 1513        | Chartres             | Frankrijk | Noordtoren; zuidtoren is 105,7 m, gereed in 1190 |            |
| 115 m     | Basílica del Voto Nacional               | 1985        | Quito                | Ecuador | Twee westtorens |            |
| 114,5 m   | Sint-Andreaskerk                         | 1887        | Hildesheim           | Duitsland | |            |
| 114 m     | Saint-Michel                             | 1869        | Bordeaux             | Frankrijk | |            |
| 114 m     | Kathedraal van Orléans                   | 1858        | Orléans              | Frankrijk | De dakruiter is 114 m, de westtorens zijn 88 m. |            |
| 113,2 m   | Campanile                                | 1959        | Mortegliano          | Italië | |            |
| 112,32 m  | Dom van Utrecht                          | 1382        | Utrecht              | Nederland | In 1674 werd het schip verwoest door een windhoos. |            |
| 112,3 m   | Notre-Dame van Amiens                    | 1549        | Amiens               | Frankrijk | Dakruiter |            |
| 112,27m   | Torrazzo                                 | 1309        | Cremona              | Italië | Hoogste middeleeuwse campanile van Italië |            |
| 112 m     | Sint-Jacobikerk                          | 1658        | Lübeck               | Duitsland | |            |
| 112 m     | Kathedraal van La Plata                  | 1929        | La Plata             | Argentinië | Neogotisch met twee westtorens |            |
| 112,0 m   | Dom van Sleeswijk                        | 1894        | Sleeswijk            | Duitsland | |            |
| 111,5 m   | Saint Paul's Cathedral                   | 1711        | Londen               | Verenigd Koninkrijk | Koepel |            |
| 110 m     | Nieuwe kathedraal van Salamanca          | 16e eeuw    | Salamanca            | Spanje | Koepel |            |
| 110,18 m  | Jacobuskathedraal                        | 2008        | Szczecin             | Polen | |            |

 H 

## Kerkgebouwen van 100 tot 110 m hoog
| Hoogte   | 1. T                                                               | Bouw gereed | Stad            | Land                  | Bijzonderheden                                                                               | Afbeelding |
| -------- | ------------------------------------------------------------------ | ----------- | --------------- | --------------------- | -------------------------------------------------------------------------------------------- | ---------- |
| 109,6 m  | Heilig Hartkerk                                                    | 1891        | Graz            | Oostenrijk            | Neogotisch                                                                                   |            |
| 108,75 m | Nieuwe Kerk                                                        | 1496        | Delft           | Nederland             |                                                                                              |            |
| 108,7 m  | Sint-Johanneskerk                                                  | na 1406     | Lüneburg        | Duitsland             | romaanse kerk                                                                                |            |
| 108,22 m | Sint-Petruskerk                                                    | 1963        | Lübeck          | Duitsland             | Het gebouw is echter niet meer officieel in gebruik als kerk                                 |            |
| 108 m    | Kathedraal van Milaan                                              | 1858        | Milaan          | Italië                | Vieringtoren                                                                                 |            |
| 107 m    | Dom van Linköping                                                  | 1436        | Linköping       | Zweden                |                                                                                              |            |
| 107 m    | Kathedraal van Florence                                            | 1436        | Florence        | Italië                | Totaal 107 m, koepel zelf is 91 m                                                            |            |
| 107 m    | Klokkentoren                                                       | 2004        | Međugorje       | Bosnië en Herzegovina |                                                                                              |            |
| 107 m    | Cathédrale Saint-Louis-des-Invalides                               | 1706        | Parijs          | Frankrijk             | Koepel                                                                                       |            |
| 106,3 m  | Jasna Góra                                                         | 1906        | Częstochowa     | Polen                 | Torenromp uit 1714. De spits werd na een brand in 1900 herbouwd.                             |            |
| 106,05 m | Basiliek Onze-Lieve-Vrouw van Luján                                | 1937        | Lujan           | Argentinië            |                                                                                              |            |
| 106,0 m  | Kathedraal van Manizales                                           | 1939        | Manizales       | Colombia              |                                                                                              |            |
| 106 m    | Saint-Joseph                                                       | 1957        | Le Havre        | Frankrijk             |                                                                                              |            |
| 106 m    | Opstandingskathedraal                                              | 1798        | Schuja          | Rusland               | Vrijstaande klokkentoren                                                                     |            |
| 105 m    | Sint-Nicolaaskerk                                                  | 1696        | Tallinn         | Estland               | Het gebouw is echter niet meer in gebruik als kerk, maar huisvest thans een museum           |            |
| 105 m    | Dom van Lübeck                                                     | 1341        | Lübeck          | Duitsland             | Twee westtorens                                                                              |            |
| 105 m    | Domtoren                                                           | 1992        | Huis ten Bosch  | Japan                 | Replica van de Utrechtse Domtoren                                                            |            |
| 105 m    | Kathedraal van Zagreb                                              | 1899        | Zagreb          | Kroatië               |                                                                                              |            |
| 105,0 m  | Dom van Regensburg                                                 | 1856        | Regensburg      | Duitsland             |                                                                                              |            |
| 105,0 m  | Saint Patrick's Cathedral                                          | 1937        | Melbourne       | Australië             | Vieringtoren                                                                                 |            |
| 105 m    | Petrikerk                                                          | 15e eeuw    | Malmö           | Zweden                |                                                                                              |            |
| 105 m    | Sint-Petruskerk                                                    | 1981        | Dortmund        | Duitsland             |                                                                                              |            |
| 105 m?   | Basiliek Onze-Lieve-Vrouw van Aparecida                            | 1980        | Aparecida       | Brazilië              |                                                                                              |            |
| 104,7 m  | Sint-Katharinakerk                                                 | 1548        | Hoogstraten     | België                |                                                                                              |            |
| 104 m    | Klarakerk                                                          | 1888        | Stockholm       | Zweden                |                                                                                              |            |
| 104,0 m  | Reinoldikirche                                                     | 1520        | Dortmund        | Duitsland             | Tot 1661 119 m hoog, na een aardbeving, en ook na de Tweede Wereldoorlog tot 104 m herbouwd. |            |
| 104 m    | Marienkirche                                                       | 1708        | Stralsund       | Duitsland             | Tot 1647 151,5 m hoog, hoogste van 1548 tot 1647                                             |            |
| 103 m    | Nikolaikirche                                                      | 1667        | Stralsund       | Duitsland             |                                                                                              |            |
| 103 m    | Christus-Verlosserkathedraal                                       | 2000        | Moskou          | Rusland               | Koepel. In 1931 gesloopt, recent herbouwd. Huisvest deels een museum.                        |            |
| 103 m    | Kathedraal van Świdnica                                            | 1565        | Świdnica        | Polen                 |                                                                                              |            |
| 103 m    | Sint-Catharinakerk                                                 | 14e eeuw    | Osnabrück       | Duitsland             | Deels in gebruik als evenementengebouw                                                       |            |
| 102,63   | Mariakerk                                                          | 1854        | Chojna          | Polen                 | Toren recent herbouwd                                                                        |            |
| 102,5 m  | Sint-Antoniusbasiliek                                              | 1899–1905   | Rheine          | Duitsland             | Neoromaanse bouw                                                                             |            |
| 102,3 m  | Sint-Bartholomeüskathedraal                                        | 1600        | Pilsen          | Tsjechië              |                                                                                              |            |
| 102 m    | Sint-Maartenskerk                                                  | 16e eeuw    | Ieper           | België                | In de Eerste Wereldoorlog verwoest, daarna in oorspronkelijke stijl herbouwd.                |            |
| 101,5 m  | Kathedrale basiliek van Stanislaus Kostka                          | 1912        | Łódź            | Polen                 |                                                                                              |            |
| 101,5 m  | Izaäkkathedraal                                                    | 1842        | Sint-Petersburg | Rusland               | Koepel                                                                                       |            |
| 101 m    | Maria-Hemelvaartkerk                                               | 1868-1876   | Bielawa         | Polen                 |                                                                                              |            |
| 100,98 m | Dom van Maagdenburg                                                | 1520        | Maagdenburg     | Duitsland             |                                                                                              |            |
| 100,65 m | Kathedraal van Olomouc                                             | 1892        | Olomouc         | Tsjechië              |                                                                                              |            |
| 100,6 m  | Kathedraal van Liverpool                                           | 1942        | Liverpool       | Verenigd Koninkrijk   |                                                                                              |            |
| 100,5 m  | Saint Patrick's Cathedral                                          | 1901        | New York        | Verenigde Staten      |                                                                                              |            |
| 100 m    | Sint-Ludgeruskerk                                                  | 1898        | Billerbeck      | Duitsland             | Neogotisch met twee westtorens                                                               |            |
| 100 m    | Gedächtniskirche                                                   | 1904        | Speyer          | Duitsland             |                                                                                              |            |
| 100 m    | Basiliek van Esztergom                                             | 1856        | Esztergom       | Hongarije             | Koepel; hoogte vanaf de crypte gemeten                                                       |            |
| 100 m    | Munster van Bern                                                   | 1893        | Bern            | Zwitserland           |                                                                                              |            |
| 100,0 m  | Basiliek van het Nationaal Heiligdom van de Onbevlekte Ontvangenis | 1959        | Washington D.C. | Verenigde Staten      |                                                                                              |            |

## Kerkgebouwen van 95 tot 100 m hoog
| Hoogte  | Naam                                | Bouw gereed | Stad                 | Land                | Bijzonderheden | Afbeelding |
| ------- | ----------------------------------- | ----------- | -------------------- | ------------------- | --- | ---------- |
| 99,97 m | Sint-Nicolaasdom                    | 1653        | Greifswald           | Duitsland           | Tot 1515 120 m hoog |            |
| 99,5 m  | Frauenkirche                        | 1488        | München              | Duitsland           | |            |
| 99 m    | Onze-Lieve-Vrouwekerk               | 1911        | Laken                | België              | Grafkerk van Belgisch koningshuis |            |
| 99 m    | Sint-Johanneskerk                   | 1892        | Stargard Szczeciński | Polen               | |            |
| 99 m    | Sint-Nicomedeskerk                  | 1885–1889   | Steinfurt-Borghorst  | Duitsland           | Neogotisch |            |
| 99 m    | Sint-Lambertuskerk                  | 1891–1898   | Münster              | Duitsland           | |            |
| 99 m    | Votiefkerk                          | 1860–1868   | Wenen                | Oostenrijk          | |            |
| 99 m    | Sint-Vituskathedraal                | 1344–1929   | Praag                | Tsjechië            | Zuidtoren (Westtorens zijn 88 m) |            |
| 98,6 m  | Campanile van Venetië               | 1514        | Venetië              | Italië              | Campanile tegenover de basiliek |            |
| 98,33 m | Onze Lieve Vrouwetoren              | ca. 1500    | Amersfoort           | Nederland           | Het kerkgebouw werd in 1787 door een ontploffing verwoest, alleen de toren bleef over. 103 m incl. weerhaan.                                                                                                 |            |
| 98,3 m  | Sint-Vituskerk                      | 1890        | Hilversum            | Nederland           | Hoogste neogotische kerktoren van Nederland. |            |
| 98 m    | Dom van Bremen                      | 1888–1893   | Bremen               | Duitsland           | |            |
| 98 m    | Sint-Nicolaaskerk                   | 1340-1894   | Lüneburg             | Duitsland           | Gotische kerk |            |
| 98 m    | Sankt-Egid                          | 1725        | Klagenfurt           | Oostenrijk          | |            |
| 98 m    | Dom van Berlijn                     | 2000        | Berlijn              | Duitsland           | |            |
| 98 m    | Sint-Antoniusbasiliek               | 1907        | Rybnik               | Polen               | |            |
| 98 m    | Marktkerk                           | 1853–1862   | Wiesbaden            | Duitsland           | |            |
| 98 m    | Marienkirche                        | 1892        | Kaiserslautern       | Duitsland           | |            |
| 98 m    | Duomo Santa Sofia                   | 1824        | Lendinara            | Italië              | Campanile |            |
| 98 m    | Kathedraal van Málaga               | 1792        | Málaga               | Spanje              | |            |
| 97,56 m | Sankt-Martinskirche                 | 1883        | Malters              | Zwitserland         | |            |
| 97,5 m  | Kathedraal van Wrocław              | 1540        | Wrocław              | Polen               | In 1992 weer tot de oude hoogte hersteld. |            |
| 97,5 m  | Giralda                             | 1519        | Sevilla              | Spanje              | De onderbouw was oorspronkelijk een minaret |            |
| 97,3 m  | Marktkerk                           | 14e eeuw    | Hannover             | Duitsland           | |            |
| 97,28 m | Sint-Romboutskathedraal             | 1520        | Mechelen             | België              | Belfort (toren). Volgens het oorspronkelijke opzet zou de toren 167 m. hoog moeten worden. |            |
| 97 m    | Grote Kerk                          | 1547        | Breda                | Nederland           | Brabants Gotiek. In 1509 werd de huidige toren voltooid, nadat in 1457 de vorige was ingestort na een storm. In 1694 werd de torenspits door blikseminslag verwoest en is in 1702 vervangen door de huidige. |            |
| 97 m    | Sint-Maartenskerk                   | 1914        | Aarlen               | België              | |            |
| 97 m    | Saint-Étienne                       | 1866        | Mulhouse             | Frankrijk           | Neogotisch |            |
| 97 m    | Sint-Pauluskerk                     | 1906        | München              | Duitsland           | |            |
| 97 m    | Dom van Pavia                       | 1898        | Pavia                | Italië              | |            |
| 97 m    | Kathedraal van São Paulo            | 1954        | São Paulo            | Brazilië            | Neogotisch met 2 westtorens |            |
| 96,9 m  | Oratorium van de Heilige Jozef      | 1967        | Montréal             | Canada              | Deels in gebruik als museum |            |
| 96,8 m  | Martinitoren                        | 1627        | Groningen            | Nederland           | De Martinitoren en -kerk worden doordeweeks als universiteitszaal en evenementenlocatie gebruikt. |            |
| 96,8 m  | Magdalenakirche                     | 1820        | Alpnach              | Zwitserland         | |            |
| 96,6 m  | Agricolakerk                        | 1935        | Helsinki             | Finland             | |            |
| 96,6 m  | Kathedraal van Clermont-Ferrand     | 1884        | Clermont-Ferrand     | Frankrijk           | Twee westtorens. |            |
| 96,5 m  | Holenklooster van Kiev klokkentoren | 1744        | Kiev                 | Oekraïne            | |            |
| 96,4 m  | Sint-Eusebiuskerk                   | 1964        | Arnhem               | Nederland           | Na de Tweede Wereldoorlog heeft de toren een moderne bekroning gekregen. Het gebouw is echter niet meer in gebruik als kerk, maar als multifunctionele locatie.                                              |            |
| 96,0 m  | Kathedraal van Norwich              | 1480        | Norwich              | Verenigd Koninkrijk | |            |
| 96 m    | Domkerk van Aarhus                  | 1500        | Aarhus               | Denemarken          | |            |
| 96 m    | Predigerkirche                      | 1900        | Zürich               | Zwitserland         | |            |
| 96 m    | Sankt-Leopoldkirche                 | 1914        | Floridsdorf (Wenen)  | Oostenrijk          | |            |
| 96 m    | Tyska kyrkan                        | 1884        | Stockholm            | Zweden              | |            |
| 96,0 m  | Sint-Paulskathedraal                | 1931        | Melbourne            | Australië           | |            |
| 96 m    | Sint-Stefanusbasiliek               | 1851–1905   | Boedapest            | Hongarije           | |            |
| 96,0 m  | Orthodoxe kathedraal van Timișoara  | 1946        | Timișoara            | Roemenië            | |            |
| 96 m    | Basilica di San Nicolo              | 1904        | Lecco                | Italië              | |            |
| 95,8 m  | Sankt-Bartholomeuskirche            | 1857        | Demmin               | Duitsland           | |            |
| 95 m    | Basiliek Sankt-Jakobi               | 1512        | Straubing            | Duitsland           | Gotische hallenkerk |            |
| 95 m    | Heilig Kruiskerk                    | 1886        | München-Giesing      | Duitsland           | |            |
| 95 m    | El Pilar                            | 17e eeuw    | Zaragoza             | Spanje              | 4 torens op de uiterste hoeken |            |
| 95 m    | Kathedraal van Moulins              | 1871        | Moulins              | Frankrijk           | |            |
| 95 m    | Basiliek Sainte-Thérèse             | 1954        | Lisieux              | Frankrijk           | |            |
| 95 m    | Sint-Nicolaaskathedraal             | 1931        | Elbląg               | Polen               | |            |

## Kerkgebouwen van 90 tot 95 m hoog
| Hoogte  | Naam                               | Bouw gereed | Stad                       | Land                | Bijzonderheden                                                                                                | Afbeelding     |
| ------- | ---------------------------------- | ----------- | -------------------------- | ------------------- | --- | -------------- |
| 94,75 m | Dom van Frankfurt                  | 1877        | Frankfurt am Main          | Duitsland           | In 1250 begonnen                                                                                              |                |
| 94,3 m  | Sint-Walburgskerk                  | 1866        | Preston                    | Verenigd Koninkrijk | |                |
| 94 m    | Sint-Jacobskerk                    | 1847        | Villach                    | Oostenrijk          | Het kerkgebouw zelf is ouder.                                                                                 |                |
| 93,9 m  | Saint-Johnskathedraal              | 1883        | Limerick                   | Ierland             | Kerkgebouw uit 1861                                                                                           |                |
| 93,5 m  | Dom van Paderborn                  | 13e eeuw    | Paderborn                  | Duitsland           | romaanse westtoren uit de 12e eeuw                                                                            |                |
| 93,5 m  | Kerk van de Verlosser op het Bloed | 1883        | Sint-Petersburg            | Rusland             | Het gebouw is sinds 1997 niet meer in gebruik als kerk, maar als museum.                                      |                |
| 93,4 m  | Sint-Vincentiuskerk                | 1883        | Eeklo                      | België              | |                |
| 94 m    | Martinikerk                        | 15e eeuw    | Doesburg                   | Nederland           | In 1945 opgeblazen, in 1965 herbouwd                                                                          |                |
| 93 m    | Sint-Andreaskerk                   | 13e eeuw    | Braunschweig               | Duitsland           | Zuidtoren; was in de 16e eeuw 122 m hoog                                                                      |                |
| 93,0 m  | Saint-Jameskathedraal              | 1874        | Toronto                    | Canada              | |                |
| 93 m    | Basiliek Sankt Ulrich und Afra     | 16e eeuw    | Augsburg                   | Duitsland           | |                |
| 93 m    | Sint-Jozefkerk                     | 1897        | Koblenz                    | Duitsland           | Neogotisch |                |
| 93 m    | Kathedraal van Dijon               | 1896        | Dijon                      | Frankrijk           | |                |
| 93 m    | Kathedraal van Saint Paul          | 1915        | Saint Paul                 | Verenigde Staten    | |                |
| 93 m    | Mezquita                           | 17e eeuw    | Córdoba                    | Spanje              | 'Torre del Alminar', onderbouw is van vroegere minaret                                                        |                |
| 92,5 m  | Grote Kerk                         | 15e eeuw    | Den Haag                   | Nederland           | De kerk wordt hoofdzakelijk gebruikt voor culturele doelen zoals orgelconcerten of evenementen zoals beurzen. |                |
| 92,3 m  | Kathedraal van Murcia              | 1792        | Murcia                     | Spanje              | |                |
| 92 m    | Munster van Bonn                   | 16e eeuw    | Bonn                       | Duitsland           | romaanse bouw; kerk is ouder                                                                                  |                |
| 92 m    | Heilig Hartkerk                    | 1907        | Turnhout                   | België              | |                |
| 92 m    | Sint-Pieterskerk                   | 1712        | Steenvoorde                | Frankrijk           | |                |
| 92 m    | Sint-Bartholomeüskerk              | 17e eeuw    | Gliwice                    | Polen               | Na de Tweede Wereldoorlog herbouwd.                                                                           |                |
| 92 m    | Sankt-Martin                       | 1720        | Amberg                     | Duitsland           | |                |
| 93 m    | Konkordienkirche                   | 1893        | Mannheim                   | Duitsland           | |                |
| 92 m    | Kreuzkirche                        | 1769        | Dresden                    | Duitsland           | |                |
| 92 m    | Escorial                           | 1584        | San Lorenzo de El Escorial | Spanje              | De kerk is echter maar een klein onderdeel van het complex.                                                   |                |
| 92 m    | Sint-Jakobskerk                    | 1592        | Brno                       | Tsjechië            | |                |
| 92 m    | Maria Himmelfahrtkirche            | 1505        | Schlanders                 | Italië              | |                |
| 91,8 m  | Dom van Västerås                   | 1514        | Västerås                   | Zweden              | |                |
| 91,7 m  | Washington National Cathedral      | 1990        | Washington D.C.            | Verenigde Staten    | |                |
| 91,2 m  | Basiliek Sainte Anne Beaupré       | 1923        | Québec                     | Canada              | |                |
| 91,2 m  | Frauenkirche                       | 1726–1743   | Dresden                    | Duitsland           | 1945 in de Tweede Wereldoorlog verwoest en tussen 1994 en 2005 herbouwd.                                      |                |
| 91,2 m  | Kathedraal van Coventry            | 1433        | Coventry                   | Verenigd Koninkrijk | |                |
| 91 m    | Sint-Jozefkerk                     | 1908        | Aalst                      | België              | | Sint-Jozefkerk |
| 91 m    | Sint-Elisabethkerk                 | 1531–1535   | Wrocław                    | Polen               | Tot 1529 130 m hoog, in 1976 door brand beschadigd, 1981–1995 restauratie.                                    |                |
| 91 m    | Petruskerk                         | 1607        | München                    | Duitsland           | |                |
| 91 m    | Mariabasiliek                      | 1864        | Kevelaer                   | Duitsland           | Toren in 1884 gereed                                                                                          |                |
| 91 m    | Dom van Halberstadt                | 1491        | Halberstadt                | Duitsland           | |                |
| 91 m    | Marienkirche                       | 1790        | Berlijn                    | Duitsland           | |                |
| 91 m    | Temple de Garnison                 | 1881        | Metz                       | Frankrijk           | Alleen de toren is overgebleven                                                                               |                |
| 91 m    | Nidaros-domkerk                    | 1152        | Trondheim                  | Noorwegen           | |                |
| 91 m    | Saint Francis de Sales             | 1895        | Saint Louis                | Verenigde Staten    | |                |
| 91 m    | East Liberty Presbyterian Church   | 1935        | Pittsburgh                 | Verenigde Staten    | |                |
| 90,9 m  | Sint-Johannes de Doperkerk         | 1863        | München-Haidhausen         | Duitsland           | |                |
| 90,8 m  | Sint-Joriskerk                     | 1911        | Eindhoven                  | Nederland           | Neogotisch |                |
| 90,4 m  | Abdijtoren                         | 14e eeuw    | Middelburg                 | Nederland           | Bekroning na Tweede Wereldoorlog hersteld                                                                     |                |
| 90,0 m  | Dom van Riga                       | 1776        | Riga                       | Letland             | |                |
| 90 m    | Sint-Jacobus de Meerderekerk       | 1878        | Den Haag                   | Nederland           | Neogotisch |                |
| 90 m    | Petrus-en-Pauluskathedraal         | 1900        | Osijek                     | Kroatië             | |                |
| 90 m    | Nikolajkerk                        | 1829        | Kopenhagen                 | Denemarken          | |                |
| 90 m    | Notre-Dame van Parijs              | 1240        | Parijs                     | Frankrijk           | De dakruiter is 90 m, de westtorens zijn 69 m.                                                                |                |
| 90 m    | Sint-Walburgakerk                  | 13e eeuw    | Oudenaarde                 | België              | |                |
| 90 m    | Nicolaaskerk                       | 1909        | Flensburg                  | Duitsland           | |                |
| 90 m    | Maria-Hilf-Kirche                  | 1839        | München-Au                 | Duitsland           | |                |
| 90 m    | Garnisonskirche                    | 1900        | Dresden                    | Duitsland           | |                |
| 90 m    | Kathedraal van Toledo              | 15e eeuw    | Toledo                     | Spanje              | |                |
| 90 m    | Kathedraal van Segovia             | 1558        | Segovia                    | Spanje              | |                |
| 90 m    | Riddarholmskyrkan                  | 13e eeuw    | Stockholm                  | Zweden              | |                |
| 90 m    | Georgskirche                       | 1501        | Nördlingen                 | Duitsland           | Bijnaam: Daniel                                                                                               |                |
| 90 m    | Abbaye aux Hommes                  | 11e eeuw    | Caen                       | Frankrijk           | Ook Saint-Étienne genoemd, overgangsstijl van Normandisch-romaans naar gotisch.                               |                |
| 90 m    | Sint-Colmanskathedraal             | 1919        | Cobh                       | Ierland             | |                |
| 90 m    | Marienkirche                       | 15e eeuw    | Friedland                  | Duitsland           | |                |
| 90 m    | Cathédrale Saint-Jacques           | 1852        | Montréal                   | Canada              | |                |
| 90 m    | Mariakerk                          | 1370        | Trzebiatów                 | Polen               | |                |
| 90,0 m  | Saint-James-kerk                   | 1515        | Louth                      | Verenigd Koninkrijk | |                |